# Hattie McDaniel
Hattie McDaniel (født 10. juni 1895 i Wichita, Kansas, USA, død 26. oktober 1952 i Woodland Hills, Californien, USA) var en amerikansk filmskuespiller.
Hun begyndte sin karriere som sanger, og efter filmdebuten tidligt i 1930'erne spillede hun i film som Alice Adams (19 år, 1935), Show Boat (1936) og Nothing Sacred (En pige på sjov, 1937). Hun blev den første sorte skuespiller som fik en Oscar-pris, for birollen i Gone with the Wind (Borte med blæsten, 1939). Hun havde også en rolle i Disney-filmen Song of the South (1946).Hun døde af brystkræft. Hendes ønske var at blive begravet på Hollywood Cemetery, men ejeren ville ikke begrave sorte der, så hun blev begravet på Rosedale Cemetery. I 1999 tilbød den nye ejer af Hollywood Cemetery at hun kunne blive flyttet dertil. Det afviste hendes arvinger, da de ikke ville forstyre hendes jordiske rester.
Hun har to stjerner på Hollywood Walk of Fame.